# جون سيمبسون هاستينغز
جون سيمبسون هاستينغز (بالإنجليزية: John Simpson Hastings)‏ هو قاضي أمريكي، ولد في 30 يونيو 1898 في واشنطن في الولايات المتحدة، وتوفي في 7 فبراير 1977.